# Cercle de Brodgar
L'Anell de Brodgar o Cercle de Brodgar (en anglès, Ring of Brodgar o Brogar) és una arquitectura neolítica formada per un cercle de pedra o cromlec a les Illes Òrcades, a Escòcia.
El cercle de pedra es troba en un istme entre el llac Stenness i el Harray. El centre del cercle mai ha estat excavat, i encara que no ha estat científicament datat es creu que va ser construït al voltant del 2500 aC, i és per això que seria contemporani -en sentit ampli- de Stonehenge i de moltes altres restes arqueològiques similars a les Illes britàniques i a Europa.

## Descripció
El cercle té 104 metres de diàmetre, i és el tercer més gran del Regne Unit. El monument originàriament estava compost per 60 pedres, de les quals solament 27 es conservaven al final del segle xx. Les roques estaven disposades al voltant d'un fossat circular de tres metres de fondària i nou metres d'ample que havia estat excavat prèviament en el sòl de roca.

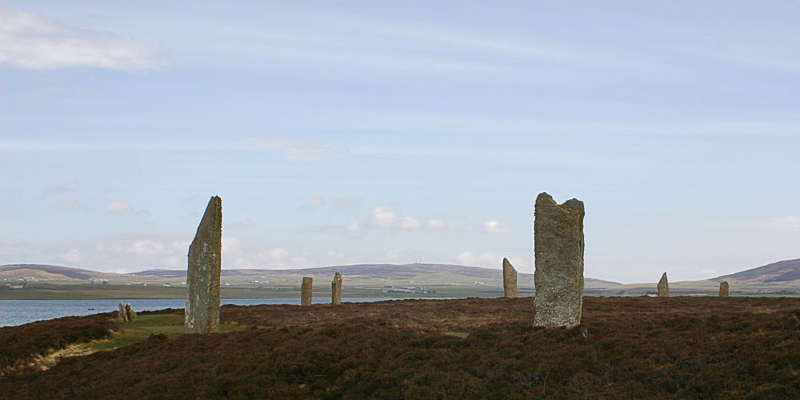
L'Anell de Brodgar des d'una altra perspectiva

Les excavacions realitzades per l'Orkney College a la zona propera del Ness of Brodgar, entre l'anell de pedres i Stenness, ha posat al descobert gran nombre d'edificis, tant rituals com domèstics, i els seus treballs suggereixen que és probable que n'hi hagi més a la rodalia. També s'han descobert peces de ceràmica, ossos, eines de pedra, una bola de pedra tallada i una maça de pedra polida. El descobriment més important és probablement una paret de pedra d'uns 100 metres de llarg i sis metres d'alçada. Sembla travessar tota la península i podria tenir un significat simbòlic, com a barrera entre el món ritual de l'anell i el món quotidià que l'envolta.

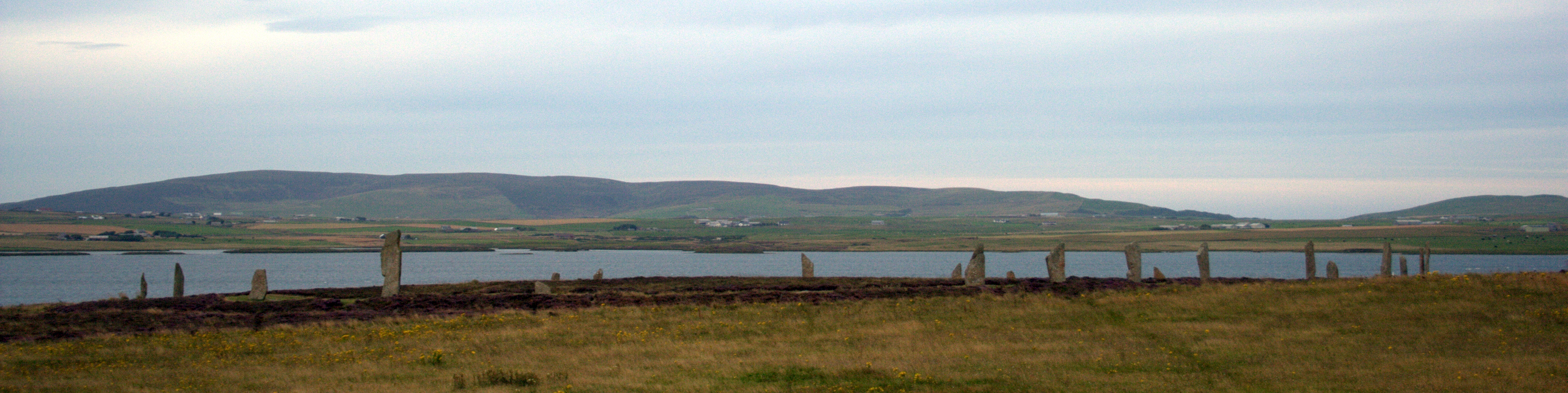
Vista, des d'un túmul proper, de l'anell complet

## Patrimoni de la Humanitat
L'àrea propera a l'anell conté moltes altres roques i apilaments similars, així com enterraments prehistòrics, la qual cosa el converteix en un paisatge ritual important. Encara que el seu propòsit és desconegut, la proximitat a les Roques de Stenness i a la tomba de Maeshowe confereix a aquesta estructura una importància històrica especial. L'Anell de Brodgar i altres monuments neolítics propers, entre ells el poblat de Skara Brae, van ser declarats Patrimoni de la Humanitat per la Unesco el 1999 sota la denominació de Cor neolític de les Òrcades.
El grup de monuments neolítics de les Illes Òrcades comprèn una gran tomba amb cambres funeràries (Maes Howe), dos cercles de pedres cerimonials (les Pedres dretes de Stenness i l'Anell de Brodgar) i un lloc de poblament (Skara Brae), així com alguns llocs funeraris, cerimonials i assentaments humans que encara no s'han excavat. En conjunt, aquests vestigis formen un important paisatge cultural prehistòric, il·lustratiu de la manera de vida humana en aquest remot arxipèlag del nord d'Escòcia fa 5.000 anys.

## Galeria d'imatges

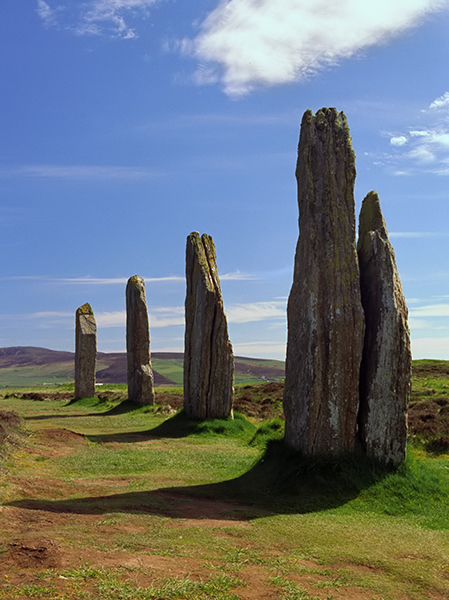
Anell de Brodgar
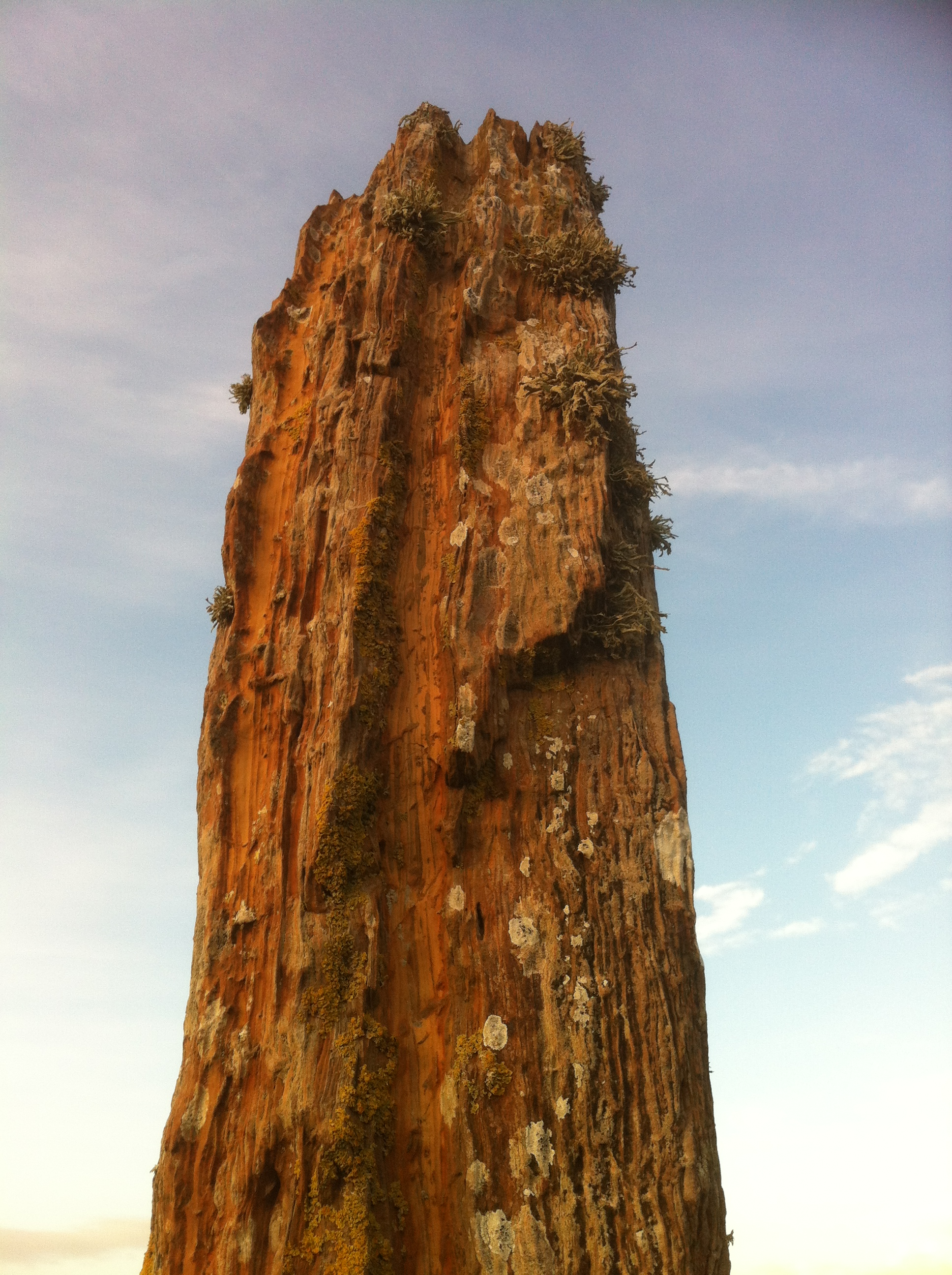
Detall d'una de les pedres de l'anell
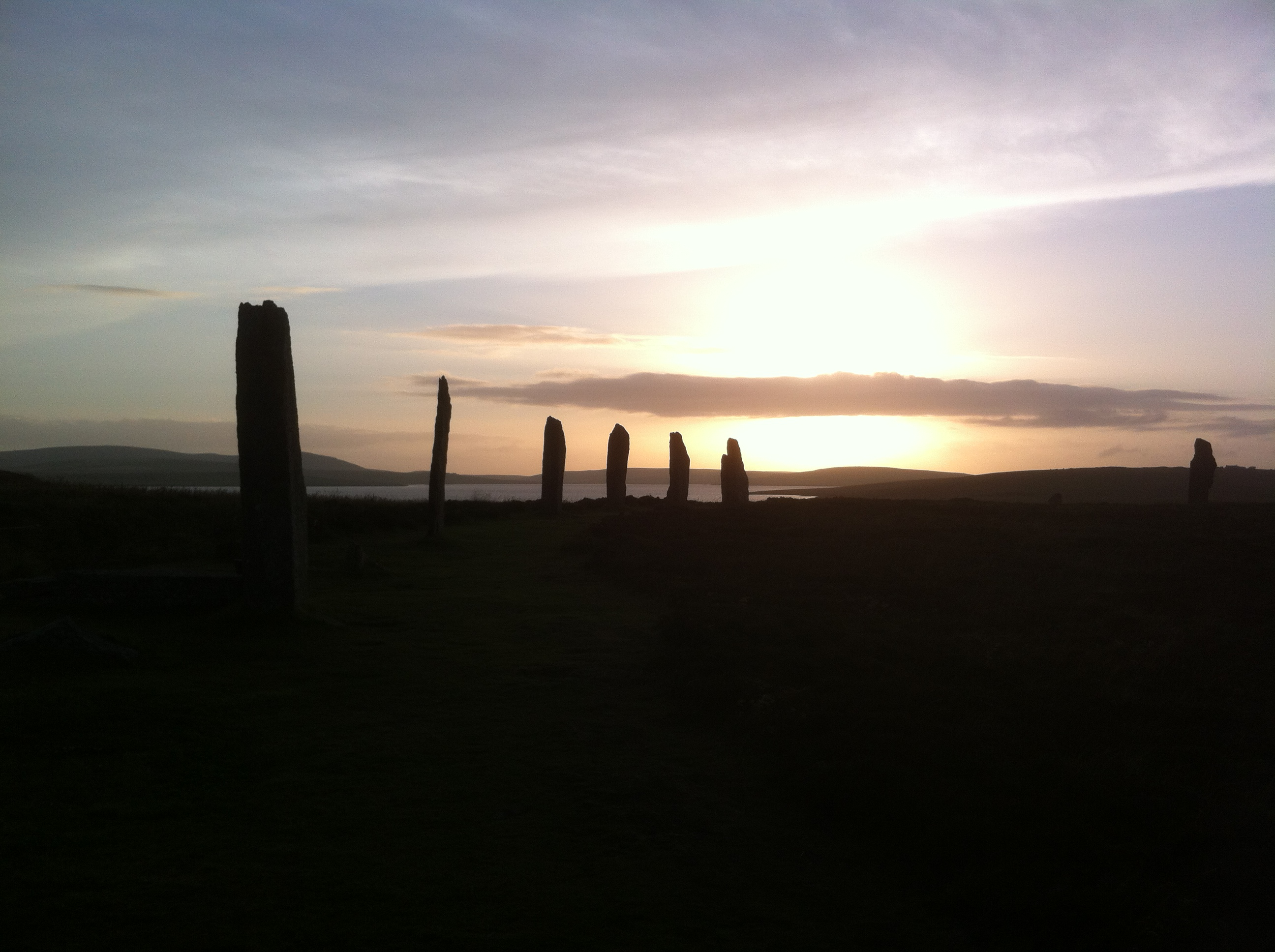
Posta de sol a Brodgar
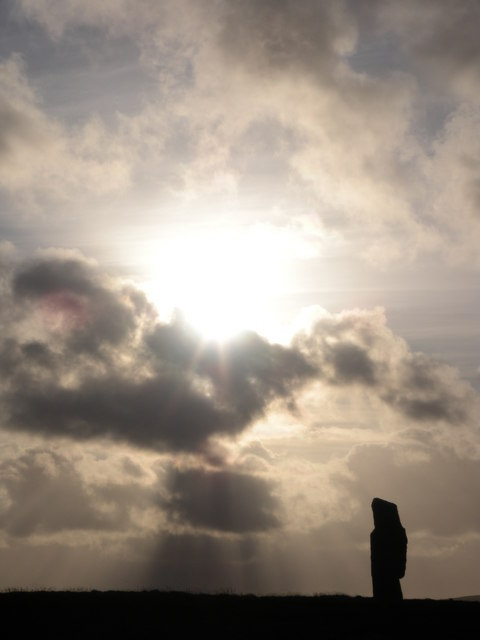
Vista del Cercle de Brofgar